# Gustav von Oesterreicher
Gustav von Oesterreicher, Gustav Ritter von Oesterreicher (ur. 9 grudnia 1834 w Rzeszowie, zm. 29 maja 1911 w Wiedniu) – austriacki urzędnik konsularny.
Syn Johanna Franza (1792–1861), restauratora, i Aloisi Magdaleny Fatnej (1812–1897). Ukończył studia w Akademii Języków Wschodnich w Wiedniu (K.k. Akademie für Orientalische Sprachen) (1853–1858). Wstąpił do austriackiej służby zagranicznej, pełniąc m.in. funkcje – urzędnika konsulatów – w Sarajewie (1858–1859), Braiła (1859), Konstancy (1861), wicekonsula/kier. konsulatu w Gałaczu (1867–1869), konsula w Izmirze (1869), Jerozolimie (1871–1872), w Durrës (1872–1873), konsula/konsula generalnego w Stambule (1873–1882), konsula w Gdańsku (1882–1883), konsula generalnego w Paryżu (1883–1899), w którym był też współzałożycielem Austriacko-Węgierskiej Izby Handlowej (Österreichisch-ungarische Handelskammer). Nobilitowany w 1879 otrzymał tytuł rycerza (ritter).

## Życie prywatne
Gustav był kuzynem drugiego stopnia Karola Estreichera (st.): jego dziadek Johannes Franz Anselm Österreicher (ur. 1754), chirurg w Igławie, był bratem Dominika Oesterreichera (mł.), założyciela polskiej linii rodu Estreicherów. Miał troje dzieci: córkę Louise oraz synów Leopolda (1874–1956, generał austriacki) i Alfreda. Jego zaś wnukiem był Karl Österreicher (1918-2000), generał austriacki i attaché wojskowy w Bernie i Budapeszcie.